# Taphonia griseirena
Taphonia griseirena är en fjärilsart som beskrevs av William Schaus 1916. Taphonia griseirena ingår i släktet Taphonia och familjen nattflyn. Inga underarter finns listade i Catalogue of Life.